# Starokatolická farnost Tábor
Starokatolická farnost Tábor je farnost Starokatolické církve v České republice.
Farnost byla jako první v jižních Čechách ustavena 19. dubna 1997; jejím prvním farářem se stal Alois Sassmann. Město Tábor jí poskytlo k bohoslužbám historický kostel sv. Filipa a Jakuba pod Kotnovem,, kancelář farnosti má sídlo v památkově chráněném Lichvickém domě na Žižkově náměstí 6.
Při zřízení farnosti byla současně ustavena i filiální obec v Pacově, která se však již roku 1999 stala samostatnou farností. K 4. listopadu 2009 byla zřízena filiální obec v Soběslavi, kde se první starokatolická bohoslužba konala již 24. prosince předcházejícího roku.
Při farnosti funguje od září 2002 rovněž kazatelská stanice v Malšicích.
Ve farnosti se konají pravidelné rozhlasové přenosy nedělní liturgie (zpravidla jednou ročně).